# Abtweiler
Abtweiler település Németországban, Rajna-vidék-Pfalz tartományban. Lakosainak száma 189 fő (2023. december 31.).

## Népesség
A település népességének változása:
| Lakosok száma | 294  | 202  | 197  | 181  | 187  | 189  |
|               | 1975 | 2017 | 2019 | 2021 | 2022 | 2023 |